# Tillandsia baliophylla
Tillandsia baliophylla är en gräsväxtart som beskrevs av Hermann August Theodor Harms. Tillandsia baliophylla ingår i släktet Tillandsia och familjen Bromeliaceae. Inga underarter finns listade i Catalogue of Life.